# Loweia flavescens
Loweia flavescens är en fjärilsart som beskrevs av Barend J. Lempke 1937. Loweia flavescens ingår i släktet Loweia och familjen juvelvingar. Inga underarter finns listade i Catalogue of Life.